# Hypopotamal
Hypopotamal to bieg dolny rzeki – spadek zwierciadła wody jest bardzo mały, ruch wody wolny. Akumuluje się materiał niesiony przez wodę z wyższych partii rzeki, co powoduje podnoszenie się dna rzeki. Dno wypełnia piasek i muł. Bieg rzeki kończy się zazwyczaj jej ujściem do innej rzeki, jeziora lub morza. W dolnym biegu wytwarza się dodatkowo odcinek ujściowy delta, estuarium, znajdujący się pod wpływem cofki morskiej.